# Nuoto ai Giochi della XXX Olimpiade - 200 metri farfalla maschili
La gara dei 200 metri farfalla maschili dei Giochi della XXX Olimpiade si è svolta il 30 e il 31 luglio 2012. Hanno partecipato 37 atleti.
La gara è stata vinta dal sudafricano Chad le Clos con il tempo di 1'52"96 (nuovo record africano), mentre l'argento e il bronzo sono andati rispettivamente a Michael Phelps e a Takeshi Matsuda.

## Formato
Gli atleti competono in due turni eliminatori; i migliori sedici tempi delle batterie si qualificano alla semifinale, mentre i migliori otto di queste ultime accedono alla finale.

## Record
Prima della competizione, i record olimpici e mondiali erano i seguenti:
| Record mondiale | 1'51"51 | Michael Phelps Stati Uniti | Roma, Italia 29 luglio 2009  |
| Record olimpico | 1'52"03 | Michael Phelps Stati Uniti | Pechino, Cina 13 agosto 2008 |

## Programma
| Data      | Ora (BST/UTC+1) | Turno      |
| --------- | --------------- | ---------- |
| 30 luglio | 10:21           | Batterie   |
| 30 luglio | 20:32           | Semifinali |
| 31 luglio | 19:49           | Finale     |

## Risultati

### Batterie
| Pos. | Batteria | Corsia | Nome                 | Nazione       | Tempo   | Note |
| ---- | -------- | ------ | -------------------- | ------------- | ------- | ---- |
| 1    | 5        | 3      | Dinko Jukić          | Austria       | 1'54"79 | Q    |
| 2    | 5        | 6      | Tyler Clary          | Stati Uniti   | 1'54"96 | Q    |
| 3    | 3        | 7      | Velimir Stjepanović  | Serbia        | 1'54'99 | Q,   |
| 4    | 3        | 3      | Chad le Clos         | Sudafrica     | 1'55"23 | Q    |
| 5    | 5        | 4      | Michael Phelps       | Stati Uniti   | 1'55"53 | Q    |
| 6    | 3        | 5      | Chen Yin             | Cina          | 1'55"60 | Q    |
| 7    | 3        | 6      | Kazuya Kaneda        | Giappone      | 1'55"70 | Q    |
| 8    | 4        | 4      | Takeshi Matsuda      | Giappone      | 1'55"81 | Q    |
| 9    | 4        | 3      | László Cseh          | Ungheria      | 1'55"86 | Q    |
| 10   | 3        | 4      | Wu Peng              | Cina          | 1'55"88 | Q    |
| 11   | 5        | 2      | Paweł Korzeniowski   | Polonia       | 1'56"09 | Q    |
| 12   | 5        | 5      | Nick D'Arcy          | Australia     | 1'56"25 | Q    |
| 13   | 4        | 5      | Bence Biczó          | Ungheria      | 1'56"51 | Q    |
| 14   | 5        | 1      | Chris Wright         | Australia     | 1'56"69 | Q    |
| 15   | 4        | 1      | Nikolaj Skvorcov     | Russia        | 1'56"76 | Q    |
| 16   | 3        | 1      | Ioannis Drymonakos   | Grecia        | 1'56"97 | Q    |
| =17  | 4        | 6      | Kaio Almeida         | Brasile       | 1'56"99 |      |
| =17  | 3        | 2      | Joe Roebuck          | Gran Bretagna | 1'56"99 |      |
| 19   | 4        | 7      | Marcin Cieślak       | Polonia       | 1'57"07 |      |
| 20   | 5        | 7      | Roberto Pavoni       | Gran Bretagna | 1'57"55 |      |
| 21   | 4        | 2      | Leonardo Deus        | Brasile       | 1'58"03 |      |
| 22   | 2        | 3      | Pedro Oliveira       | Portogallo    | 1'58"45 |      |
| 23   | 4        | 8      | Stefanos Dimitriadis | Grecia        | 1'58"79 |      |
| 24   | 3        | 8      | Robert Žbogar        | Slovenia      | 1'58"99 |      |
| 25   | 2        | 8      | Mauricio Fiol        | Perù          | 1'59"02 |      |
| 26   | 5        | 8      | Joseph Schooling     | Singapore     | 1'59"18 |      |
| 27   | 2        | 1      | Marcos Lavado        | Venezuela     | 1'59"31 |      |
| 28   | 2        | 2      | Illja Čujev          | Ucraina       | 1'59"65 |      |
| 29   | 2        | 5      | Alexandru Coci       | Romania       | 1'59"67 |      |
| 30   | 2        | 7      | Hsu Chi-Chieh        | Taipei cinese | 1'59"81 |      |
| 31   | 2        | 6      | David Sharpe         | Canada        | 1'59"87 |      |
| 32   | 1        | 4      | Gal Nevo             | Israele       | 1'59"98 |      |
| 33   | 2        | 4      | Alexandre Liess      | Svizzera      | 2'00"13 |      |
| 34   | 1        | 3      | Omar Pinzon          | Colombia      | 2'02"32 |      |
| 35   | 1        | 6      | Diego Castillo       | Panama        | 2'04"72 |      |
| 36   | 1        | 5      | Yousef Al-Askari     | Kuwait        | 2'05"41 |      |
| 37   | 1        | 2      | Hocine Haciane       | Andorra       | 2'06"37 |      |

### Semifinali
| Pos. | Corsia | Nome               | Nazione     | Tempo   | Note |
| ---- | ------ | ------------------ | ----------- | ------- | ---- |
| 1    | 6      | Takeshi Matsuda    | Giappone    | 1'54"25 | Q    |
| 2    | 5      | Chad le Clos       | Sudafrica   | 1'54"34 | Q,   |
| 3    | 3      | Chen Yin           | Cina        | 1'54"43 | Q    |
| 4    | 4      | Tyler Clary        | Stati Uniti | 1'54"93 | Q    |
| 5    | 2      | Peng Wu            | Cina        | 1'55"65 |      |
| 6    | 7      | Nick D'Arcy        | Australia   | 1'56"07 |      |
| 7    | 8      | Ioannis Drymonakos | Grecia      | 1'58"05 |      |
| 8    | 1      | Chris Wright       | Australia   | 1'58"56 |      |

| Pos. | Corsia | Nome                | Nazione     | Tempo   | Note |
| ---- | ------ | ------------------- | ----------- | ------- | ---- |
| 1    | 3      | Michael Phelps      | Stati Uniti | 1'54"53 | Q    |
| 2    | 4      | Dinko Jukić         | Austria     | 1'54"95 | Q    |
| 3    | 7      | Paweł Korzeniowski  | Polonia     | 1'55"04 | Q    |
| 4    | 5      | Velimir Stjepanović | Serbia      | 1'55"13 | Q    |
| 5    | 1      | Bence Biczó         | Ungheria    | 1'55"36 |      |
| 6    | 6      | Kazuya Kaneda       | Giappone    | 1'55"56 |      |
| 7    | 2      | László Cseh         | Ungheria    | 1'55"88 |      |
| 8    | 8      | Nikolaj Skvorcov    | Russia      | 1'56"53 |      |

### Finale
| Pos. | Corsia | Nome                | Nazione     | Tempo   | Note             |
| ---- | ------ | ------------------- | ----------- | ------- | ---------------- |
|      | 5      | Chad le Clos        | Sudafrica   | 1'52"96 | Record africano  |
|      | 6      | Michael Phelps      | Stati Uniti | 1'53"01 |                  |
|      | 4      | Takeshi Matsuda     | Giappone    | 1'53"21 |                  |
| 4    | 7      | Dinko Jukić         | Austria     | 1'54"35 | Record nazionale |
| 5    | 2      | Tyler Clary         | Stati Uniti | 1'55"06 |                  |
| 6    | 8      | Velimir Stjepanović | Serbia      | 1'55"07 |                  |
| 7    | 1      | Paweł Korzeniowski  | Polonia     | 1'55"08 |                  |
| 8    | 3      | Chen Yin            | Cina        | 1'55"18 |                  |